# Joseph Marc Gibert
Pour les articles homonymes, voir Joseph Gibert.
Joseph Marc Gibert (né à Aix-en-Provence le 25 avril 1808 et mort dans la même ville le 31 décembre 1884) est un peintre français. 
Élève de Jean-Antoine Constantin, François Marius Granet, Louis-Mathurin Clérian et Henri Révoil, il enseigne à l'École de dessin d'Aix-en-Provence, où il a comme élèves Paul Cézanne et Achille Emperaire. Le 23 juin 1831, il est nommé professeur à l'École de dessin d'Aix-en-Provence, où il enseigne durant cinquante ans. Il en est le directeur de 1846 à 1870.
Il est élu membre de l'Académie d'Aix en 1852.

## Œuvres
- Portrait du cardinal Bernet.
- Portrait du cardinal Boisgelin.
- Portrait du général du Muy.
- Portrait de l'archevêque Darcimoles.
- Portrait de l'archevêque Chalandon.

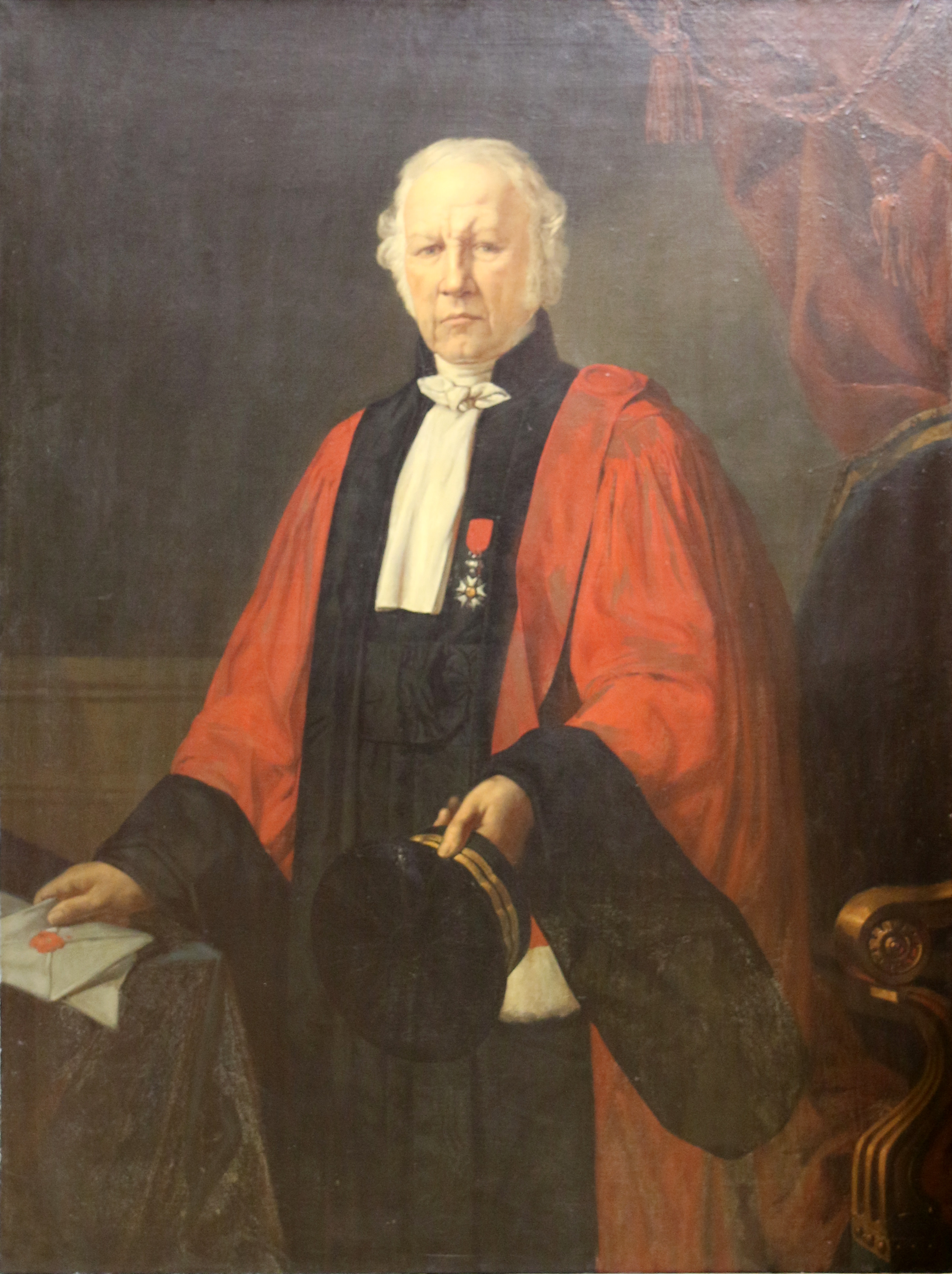
Portrait de Jean-Baptiste de Bourguignon de Fabregoules

- Portrait de deux infants d'Espagne.
- Portrait du conseiller Bourguignon de Fabregoules, musée Granet, Aix-en-Provence.
- Portrait de Nostradamus, musée de l’Histoire de France (Versailles), Versailles.